# Pesafiltro

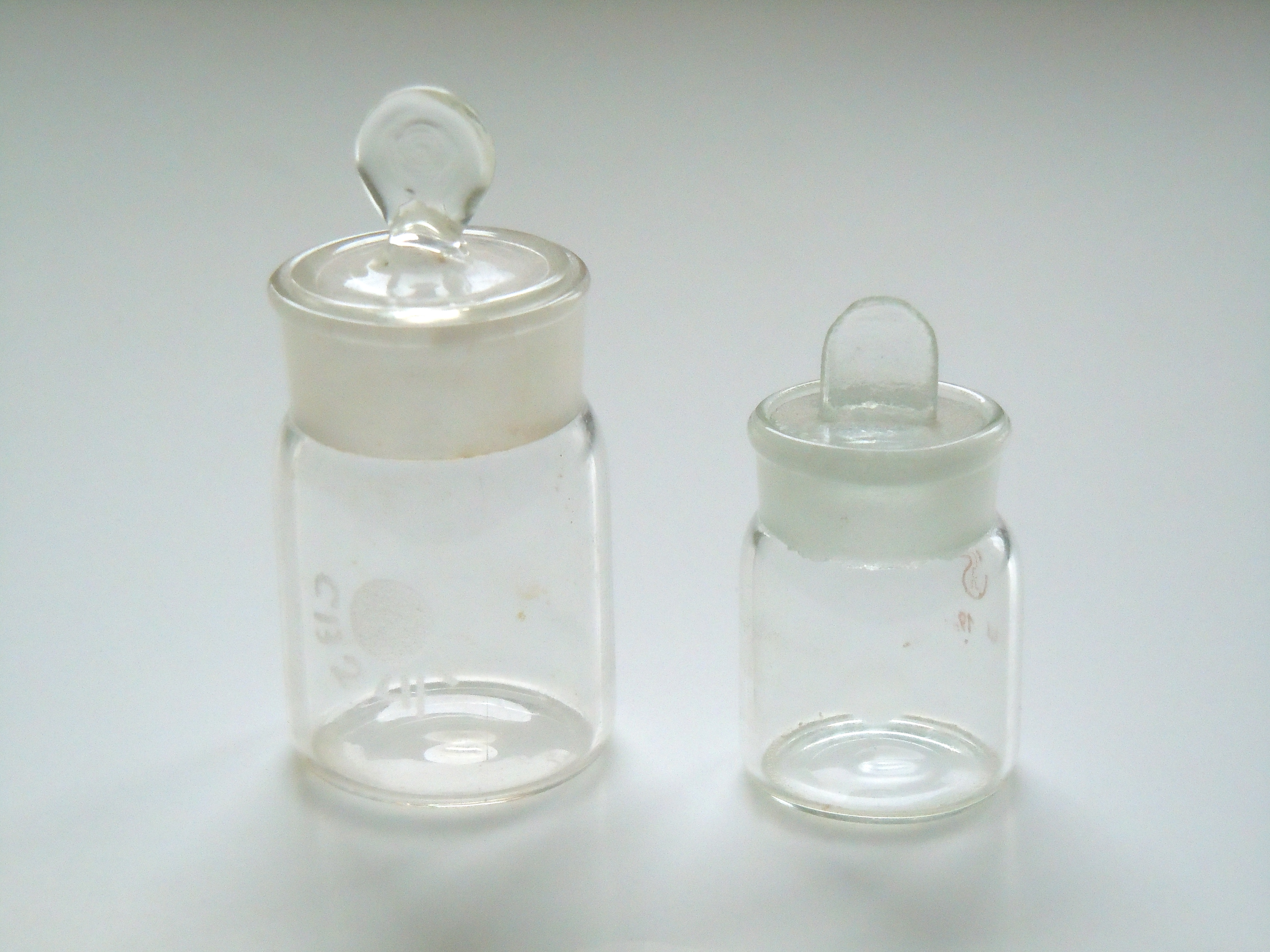
Pesafiltri

Il pesafiltro è un contenitore di piccole dimensioni con chiusura ermetica, utilizzato nei laboratori chimici, biologici e medici per effettuare indagini di varia natura. 
In materiale inerte minerale (di norma vetroso, spesso, in vetro borosilicato, con  tappo e bocca smerigliati) oppure organico (plastica, di norma polipropilene), scelto in relazione ai test da effettuare ed alla tipologia di campioni da contenere, garantisce il corretto trasporto e la non contaminazione del contenuto nelle fasi propedeutiche a quelle di analisi o test. Viene usato in analisi massica, al fine di pesare i filtri; specificamente, è utilizzato per pesate in filtro a inizio filtrazione del liquido insieme al precipitato (da raccogliere) di una reazione.